# Вогненний міст
«Вогне́нний міст» (рос. «Огненный мост») — український радянський художній фільм-спектакль 1958 року.

## Сюжет
Фільм-спектакль за п'єсою Бориса Ромашова, написаною в 1929 році, про перші революційні роки в Москві, коли основна частина інтелігенції нібито прийняла радянську владу.
У центрі сюжету - сім'я московського адвоката Дубравіна. Коли на вулицях Москви йшли бої між юнкерами і червоногвардійцями, сім'я Дубравіна розкололася на два табори. Донька Ірина стала на бік червоних, а син Геннадій виявився в штабі Тимчасового уряду. Разом із загонами юнкерів Геннадій біжить в Україну, щоб об'єднатися з петлюрівцями. Біля Конотопа загін Червоної гвардії під командуванням Хомутова розбиває загін поручника Дубравіна. Геннадій потрапляє в полон до червоних. Але йому вдається втекти... Минає десять років. У будинку колишнього адвоката Дубравіна, як і багато років тому, святкують день народження Ксенії Міхайлівни. Тут і Хомутов, нині директор великого заводу під Москвою, і Ірина Дубравіна, його дружина. З еміграції, з диверсійним завданням, повертається Геннадій Дубравін. Колишній поручник намагається потрапити на завод Хомутова. Але на території заводу Дубравіна затримує колишній комісар Штанге. Диверсанта викрито.

## Актори
- Михайло Бєлоусов — Хомутов
- Інна Кирилова — Ірина
- Михайло Романов — Дубравін
- Валерія Драга — Ксенія Михайлівна
- Олександр Ануров — Геннадій
- Юрій Лавров — Штанге
- Павло Киянський — Лисов
- Лев Брянцев — Кузьма Пориваєв
- Валентин Дуклер — Стрижаков
- Олексій Биков
- Анатолій Решетников — Путяк
- Дмитро Франько — Горбенко
- Сигізмунд Криштофович
- Григорій Лазарєв
- Юрій Мажуга — епізод
- Сергій Філімонов — епізод
- Віра Предаєвич — епізод
- Альфред Шестопалов
- Олена Метакса — епізод

## Знімальна група
- Режисери: Григорій Крикун, Михайло Романов
- Сценарист: Борис Ромашов
- Оператор: Олексій Герасимов
- Художник: Олексій Бобровников
- Звукорежисер: Андрій Демиденко
- Композитор: Лев Соковнін
- Звукооператор: Володимир Фадеєв